# موزخوار شلو
موزخوار شلو (نام علمی: Tauraco schalowi) نام یک گونه از سرده موزخوارهای اصلی است.